# グローバルグロー・イマジン
株式会社グローバルグロー・イマジン（英称:Global Grow Imagine Co.,Ltd.）は、大阪府大阪市中央区農人橋に本社を置くソーシャル・マーケティングのプロデュースカンパニー。

## 概要
業務内容は、主にソーシャルマーケティングとソーシャルプロモーションをプロデュース。
過去には、オードリーの若林正恭、南海キャンディーズの山里亮太が使って癒されるとTwitterでつぶやいたり、バラエティ番組「リンカーン」などで取り上げられ話題となっているアカパックンをプロデュース。その他、才能のある人物、オーダースーツSUR MESUREやFIRST EXPERIENCEをプロデュース。